# Talègol cap-roig
El talègol cap-roig (Alectura lathami) és una espècie d'ocell, única del gènere Alectura, dins la família dels megapòdids (Megapodiidae). El seu nom vulgar en anglès, Australian Brush-turkey ('gall dindi de matoll australià') fa referència a una certa semblança superficial amb els membres del gènere Meleagris, als quals no els uneix una estreta relació filogenètica. Viu a l'Austràlia oriental, des del nord de Queensland fins Illawarra, a Nova Gal·les del Sud. S'ha introduït a l'illa del Cagur, al sud d'Austràlia. És una de les tres espècies de megapòdids que habiten a Austràlia.

## Morfologia
- Es tracta d'un ocell gran, amb una llargària de 60-75 cm i una envergadura d'uns 85 cm. La subespècie septentrional és més petita que la nominal.
- Té una notable cua en forma de ventall aplanat lateralment.
- El plomatge és de color negrós, amb el cap nu amb pell vermella i al coll carúncules grogues (en la subespècie nominal) o porpra (en A. l. purpureicollis). La pell del cap dels mascles és molt més brillant en època de cria i també les carúncules del coll, que a més es tornen més grans.
- La part inferior del cos està esquitxada de plomes blanques, més notable en els exemplars més vells.

## Reproducció

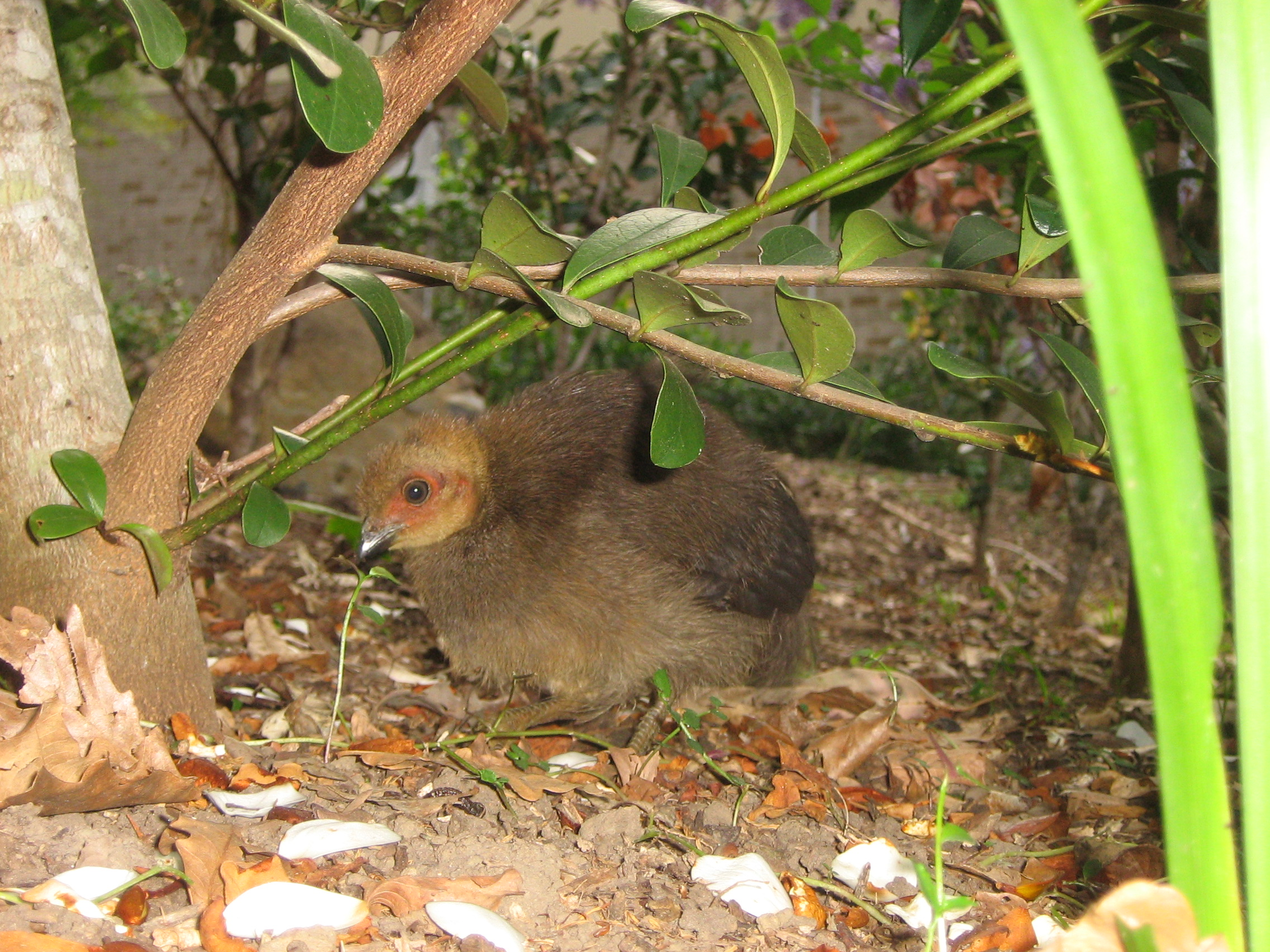
Pollet de talègol cap-roig al poc de sortir del niu

Són aus socials, que fan nius comunals. Un grup social típic estaria format per un mascle dominant, un o més mascles més joves i diverses femelles. Construeixen grans nius a terra, amb fulles i altres materials vegetals mesclats amb terra, que fan 1 a 1,5 metres d'alçada i fins a 4 metres de diàmetre. Els ous són incubats per la calor produïda per la descomposició del seu material. La cura del niu és a càrrec exclusiu del mascle, que regula la temperatura mitjançant l'addició o eliminació de material, per tal de mantenir-la en un rang de 33-35 °C. Per controlar la temperatura, fiquen el bec en el túmul.
De la mateixa manera que passa amb alguns rèptils, la temperatura d'incubació afecta la proporció entre sexes dels pollastres, ja que el nombre de mascles i femelles és equivalent amb 34 °C; per sota d'aquest valor, puja la proporció de mascles, i per sobre puja la de femelles (p = 0,035).
Amb freqüència, nidifiquen al mateix lloc any rere any. La posta mitjana és de 16 a 24 ous blancs, grans, que ponen des de setembre fins al març. De vegades, es troben en un únic munt fins a 50 ous posts per diverses femelles. Els ous es col·loquen en un cercle al voltant de 60-80 cm, amb l'extrem gran cap amunt. En trencar l'ou, els pollets excaven per si mateixos fins a sortir del turó. Després tindran cura de si mateixos.

## Hàbits
Aquest talègol vola matusserament i amb un aleteig pesat. Alça el vol en comptades ocasions, com ara quan s'espanta o fins a una branca d'un arbre per passar la nit o les hores més caloroses del dia.
Els ous d'aquesta espècie són l'aliment preferit de varans, serps, dingos, gossos i antany eren molt importants per als aborígens australians. De vegades, alguns varans mostren ferides en la cua després d'haver estat picotejats pels talègols, que defensen ferotgement els seus nius.
Quan entren en contacte amb els humans, com ara a les àrees de pícnic dels parcs nacionals, els talègals cap-roigs poden intentar robar audaçment menjar de les taules. Quan fan nius prop dels jardins dels suburbis, durant la recerca del material, poden remoure grans quantitats de l'adob dels jardins veïns.

## Llista de subespècies
S'han descrit dues subespècies dins aquesta espècie:
- Alectura lathami lathami Gray 1831. Habita a l'est d'Austràlia, des del sud de la península del cap de York, fins al nord de Nova Gal·les del Sud.
- Alectura lathami purpureicollis (Le Souëf) 1898. Ocupa la part septentrional de l'àrea de distribució de l'espècie, a la península del cap de York.

## Galeria

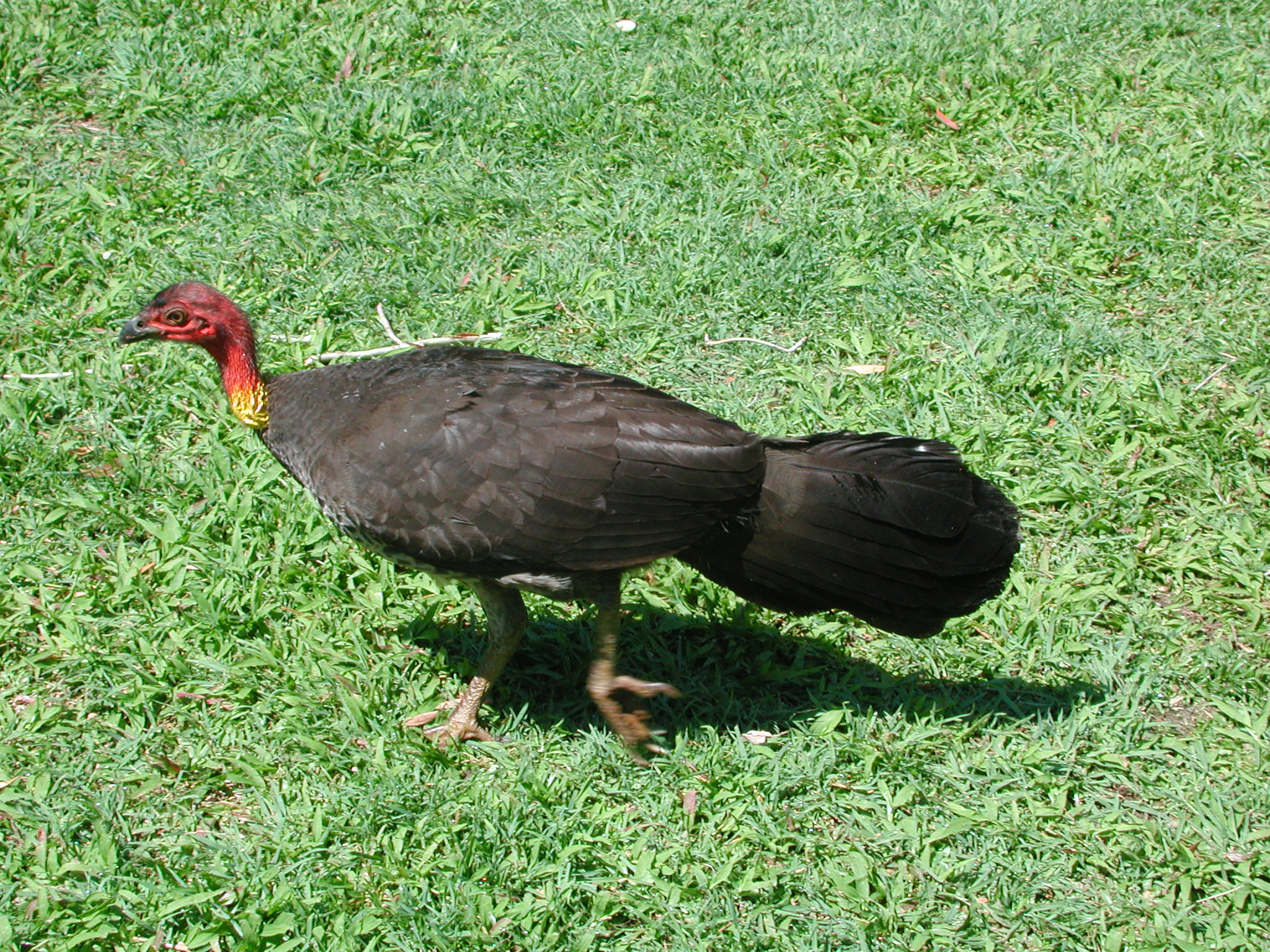
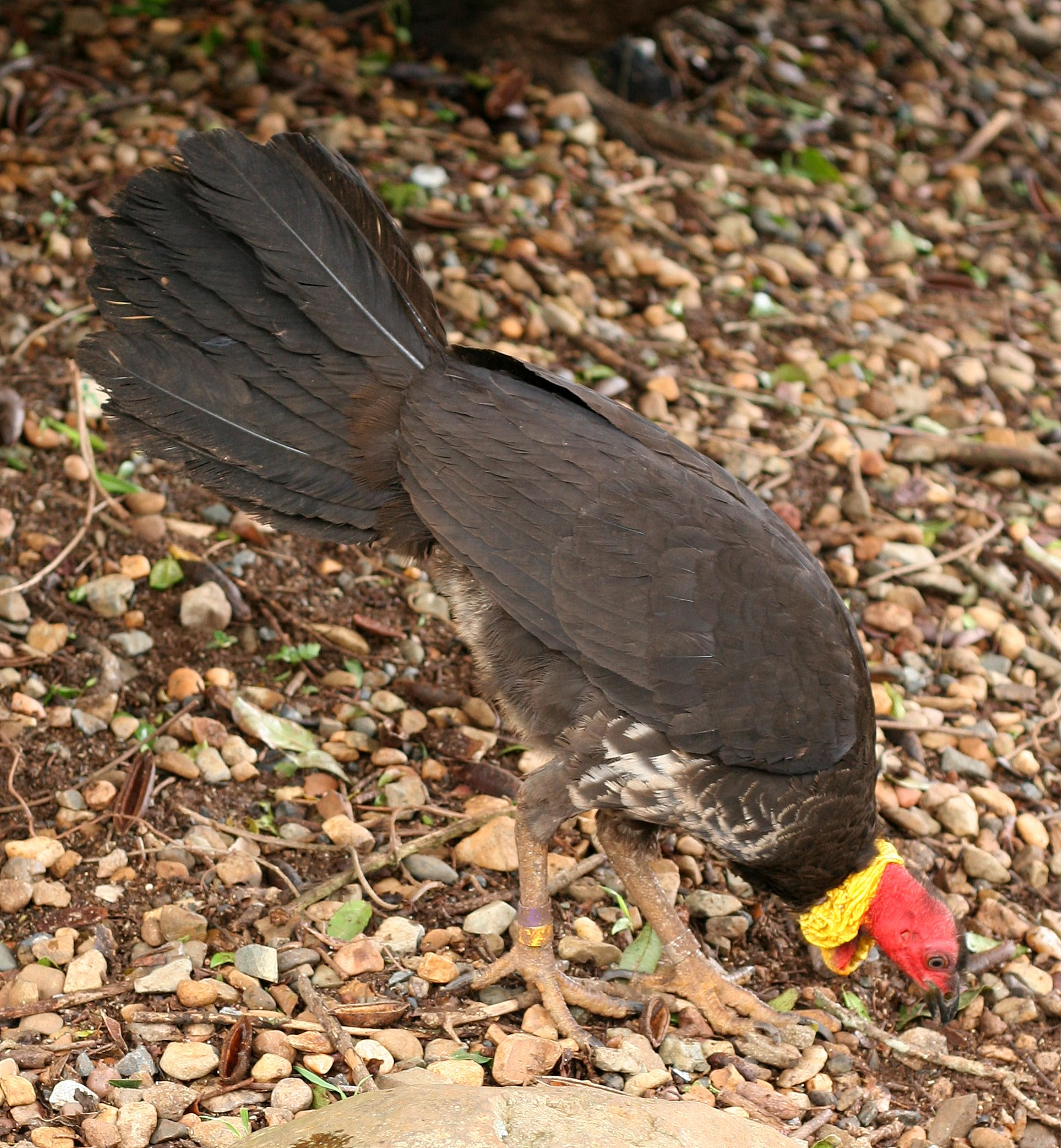
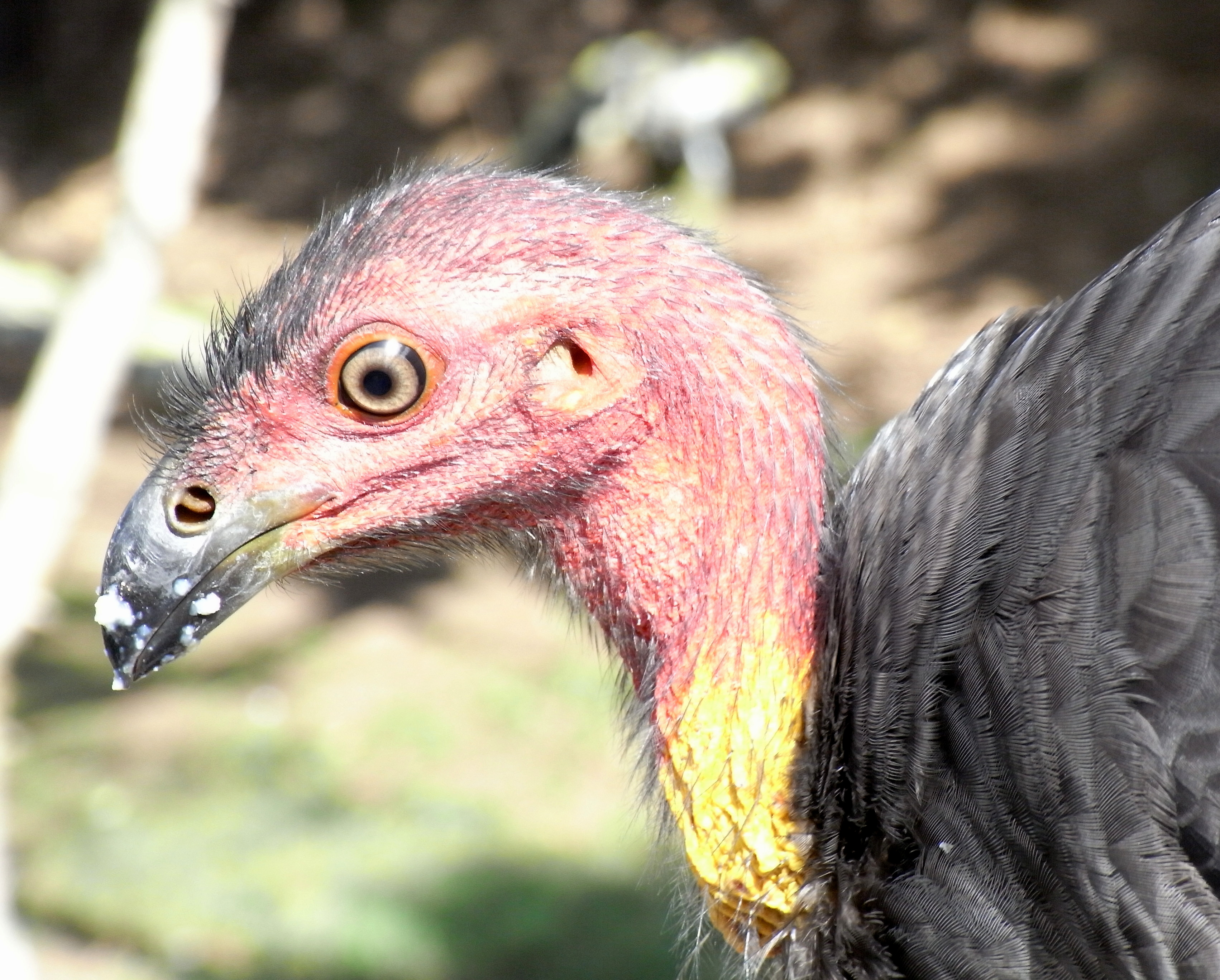
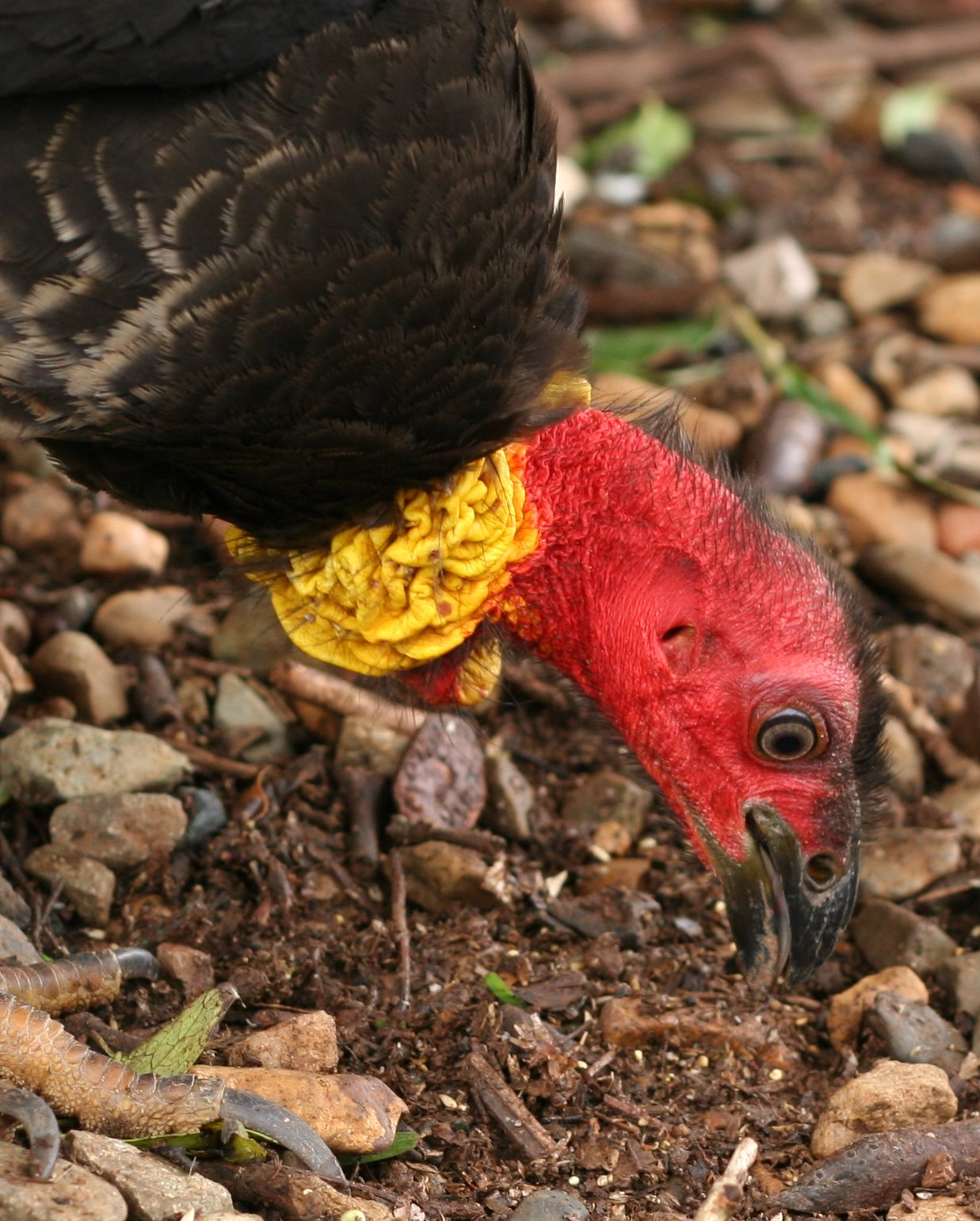
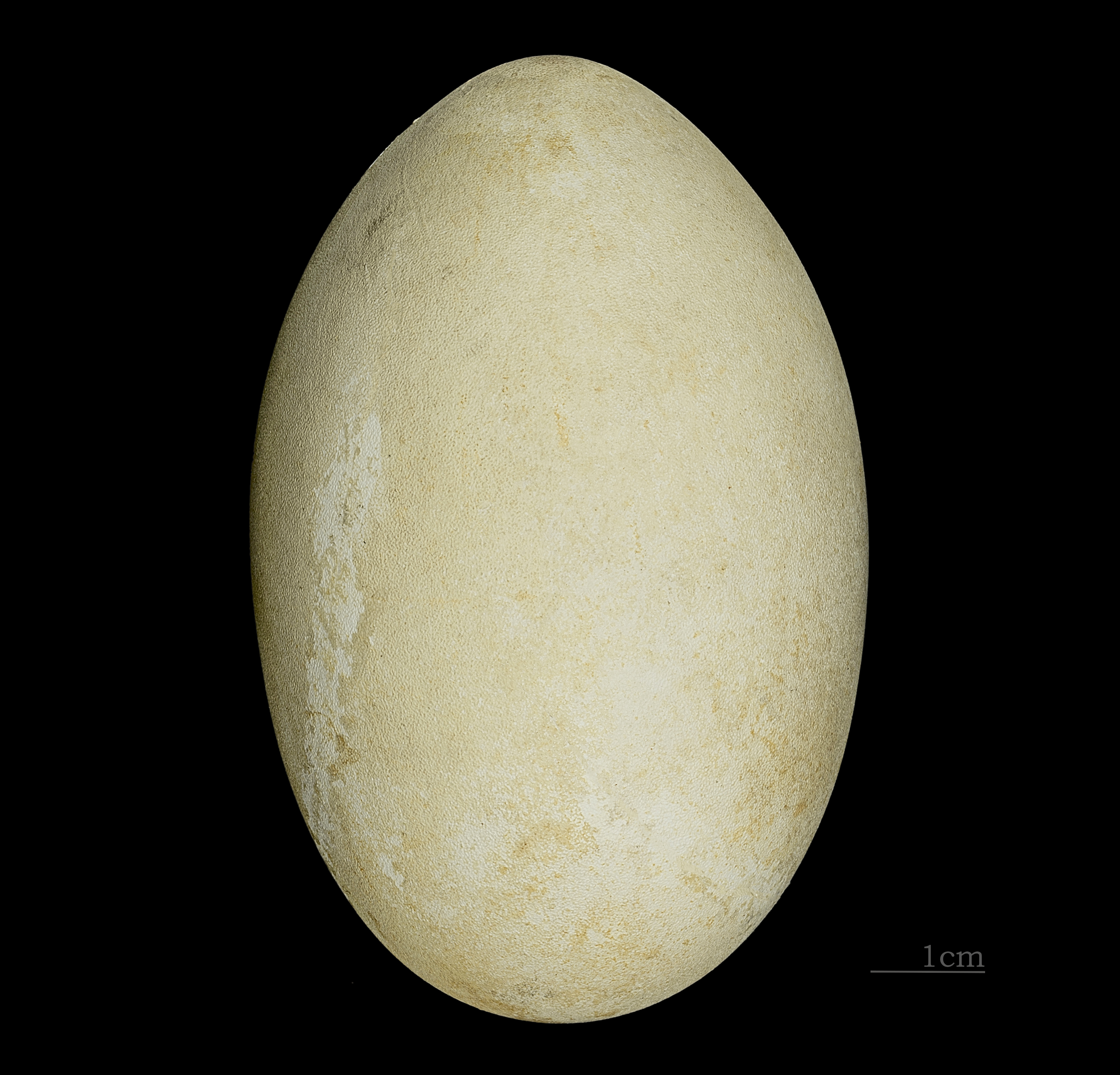